# Новий Винодольський
Новий Винодольський (хорв. Novi Vinodolski) — місто в Хорватії, на Адріатичному узбережжі, у Приморсько-Горанській жупанії.

## Загальні відомості
Новий Винодольський знаходиться на березі моря, за 10 км південніше Цриквениці і за 23 км на північ від Сень. Через місто проходить Адріатичне шосе, що зв'язує місто з Рієкою та Задаром.
Місто розташоване на вузькій смузі між морем і горами, у Новому Винодольському починається дорога, яка веде до перевалу Банська-Врата (1083 м) і далі в Огулін. Ця дорога — один із шляхів, що пов'язують Адріатичне узбережжя з континентальної Хорватією.
Назва міста походить від слова Vinodol (Винна долина), яка розташована на захід від міста і відома своїми великими виноградниками.
Новий Винодольський — популярне туристичне місце. В околицях міста багато пляжів і мальовничих лісових масивів. Крім них туристів приваблює багата культурна спадщина міста.
У Новому Винодольському народився знаменитий хорватський поет і державний діяч Іван Мажуранич і його брат Антон Мажуранич, просвітитель і книговидавець. Також місто відоме тим, що в 1288 році тут був прийнятий один із перших хорватських законів (написаний глаголицею) «Винодольський кодекс».

## Населення
Населення громади за даними перепису 2011 року становило 5 113 осіб. Населення самого міста становило 4005 осіб.
Динаміка чисельності населення громади:
Динаміка чисельності населення міста:

## Населені пункти
Крім міста Новий Винодольський, до громади також входять: 
- Батер
- Биле
- Брезе
- Црно
- Доній Загон
- Дринак
- Горній Загон
- Яков-Полє
- Завор'є
- Клейновиця
- Крмпотське Водиці
- Ледениці
- Лука-Крмпотська
- Подмелник
- Повиле
- Рушево-Крмпотсько
- Сибинь-Крмпотський
- Смоквиця-Крмпотська
- Забуковаць

## Визначні пам'ятки
- Замок Франкопанів — замок княжої родини Франкопанів, що володіла містом і всім Горським Котаром в середні століття. Побудований в XIII столітті.
- Францисканський монастир — побудований в XII столітті, пізніше неодноразово перебудовувався.
- Кафедральна церква св. Пилипа і Якова — побудована в XIV столітті, в XVIII столітті перебудована в стилі бароко. Поруч з церквою висока, окрема дзвіниця.
- Церква св. Трійці — початок XV століття.
- Резиденція єпископа — старовинна будівля на центральній площі міста навпроти собору.